# كيفن بيوندي
كيفن بيوندي هو لاعب كرة قدم إيطالي، ولد في 10 فبراير 1999 في قطانية في إيطاليا.

## وصلات خارجية
- كيفن بيوندي على موقع قاعدة بيانات كرة القدم.إي يو (الإنجليزية)
- كيفن بيوندي على موقع Soccerway.com (الإنجليزية)